# Julie Christie
Julie Frances Christie (Chabua, Assam, India, 14 de abril de 1940) es una actriz británica. Icono del swinging London de la década de 1960, fue galardonada con un premio Oscar a la mejor actriz, un Globo de Oro, un premio BAFTA, y un SAG Award por sus interpretaciones. Adicionalmente, fue homenajeada con el BAFTA Fellowship Award (1997) por su larga trayectoria actoral. También, seis de sus filmes aparecen nombrados en la lista de las 100 mejores películas británicas del siglo XX elaborada por el British Film Institute.
El papel que le dio a Christie un gran salto en el cine fue en Billy Liar (1963). Saltó a la fama internacional por sus actuaciones en Darling (1965), por la que ganó el Oscar a la mejor actriz , y Doctor Zhivago (también de 1965), la octava película más taquillera de todos los tiempos después del ajuste por inflación.

## Biografía

### Primeros años
Julie Christie nació en Assam, India (por entonces parte del Raj británico), del matrimonio formado por Rosemary Ramsden y Frank St. John Christie (un operario de una plantación de té ubicada en la India). Tiene un hermano menor, Clive, y una media hermana mayor, June, de una relación anterior de su padre con una mujer india que había trabajado como recolectora de té en su plantación, y fallecida en 2005. Sus padres se separaron cuando Julie era niña, y después del divorcio, se marchó con su madre a Gales.
Estudió en la escuela del Convent of Our Lady school de St Leonards-on-Sea en Sussex, después de ser expulsada de otra escuela de monjas por contar un chiste atrevido que llegó a un público más amplio de lo que se había previsto originalmente. Después de dejar Convent of Our, fue al colegio de chicas Wycombe Court School, High Wycombe, Buckinghamshire, durante el cual vivió con una madre adoptiva desde la edad de seis años. En Wycombe, interpretó el papel de "the Dauphin" en la obra Saint Joan de George Bernard Shaw. Posteriormente estudiaría en la Central School of Speech and Drama.

### Inicios de la carrera
Debutó en la serie de ciencia ficción de 1961 de la BBC A for Andromeda. La grabación original completa se ha perdido, aunque todavía quedan los seis primeros episodios y parte del séptimo. Optó a ser la intérprete que encarnaría el papel de Honey Rider en la primera película de James Bond, Dr. No, pero el productor Albert R. Broccoli la acabó rechazando porque consideraba que sus pechos eran demasiado pequeños, escogiendo finalmente a Ursula Andress.
Christie apareció en dos comedias para Independent Artists: Ladrones anónimos (Crooks Anonymous) y Al volante y a lo loco (The Fast Lady) (ambas de 1962). Pero su primer papel cinematográfico importante fue el de Liz, la amiga y pretendiente del personaje interpretado por Tom Courtenay en Billy, el embustero (Billy Liar) (1963), por el que recibió una nominación a los Premios BAFTA. El director, John Schlesinger eligió a Christie justo después de que la actriz elegida, Topsy Jane, se saliera del rodaje.

### 1965 "El año de Julie Christie"

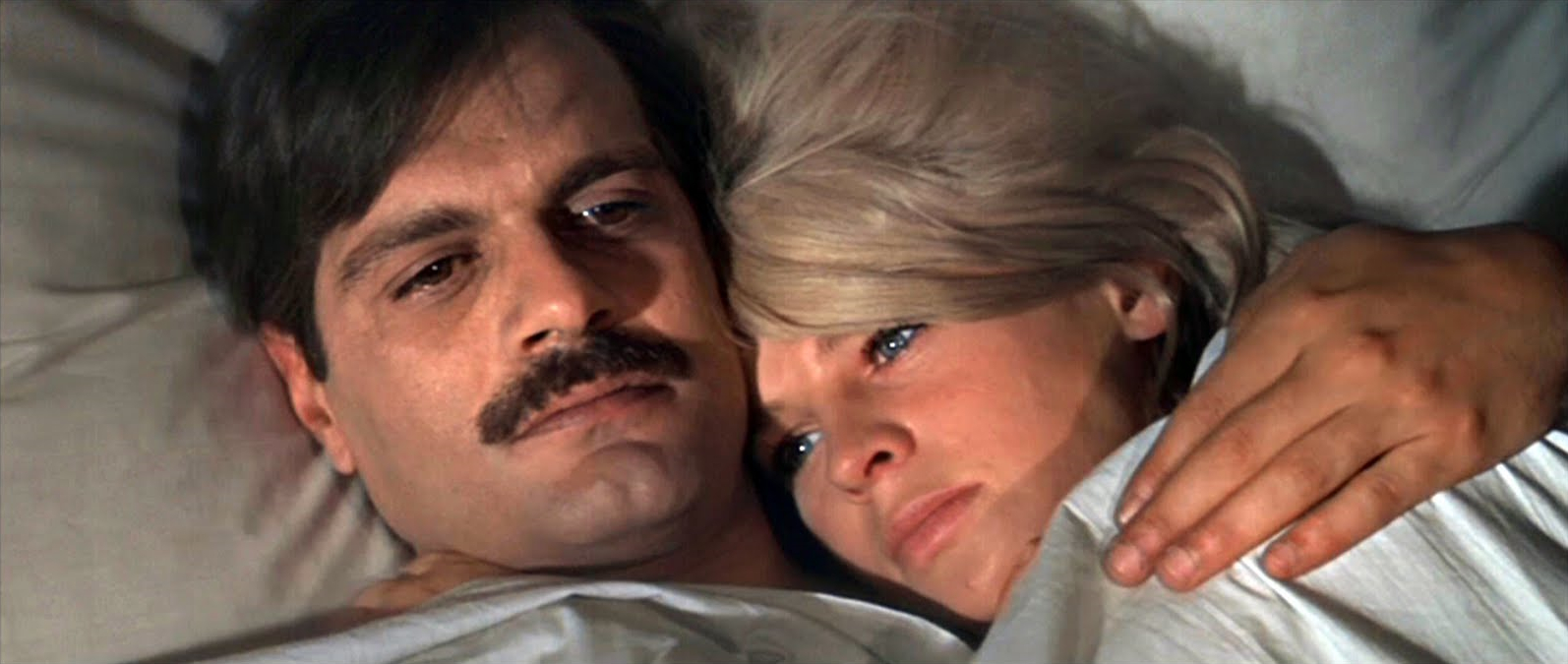
Fotograma de Doctor Zhivago con Christie y Omar Sharif

En 1965, llegaría el año que la revista Life calificaría como "el año de Julie Christie". Por un lado, protagonizaría el papel de la modelo amoral en Darling que le daría a Christie el reconocimiento internacional. Dirigida por Schlesinger, y coprotagonizada por Dirk Bogarde y Laurence Harvey, Christie solo pudo ser incluida en el reparto gracias a la insistencia del director, ya que el estudio quería a Shirley MacLaine. Esta interpretación le valió el Óscar y el Bafta a la mejor Actriz.
Ese mismo año, conseguiría su segundo papel importante: el del Lara Antipova en Doctor Zhivago de David Lean, la adaptación de la novela de Boris Pasternak. El film fue un gran éxito de taquilla. De hecho, en 2019 Doctor Zhivago figura aun en el noveno puesto de las películas más taquilleras de la historia ajustada a inflación. Desde entonces, Christie se convirtió en una de las principales figuras en el Londres de los años 60. Christie aparecería como Daisy Battles en El soñador rebelde (1965), un biopic del dramaturgo irlandés Seán O'Casey, codirigida por Jack Cardiff y John Ford (éste sin salir en créditos).
Después de sus dos grandes papeles, apareció en la adaptación de François Truffaut del clásico de ciencia ficción de Ray Bradbury Fahrenheit 451 (1966), acompañando en el protagonismo a Oskar Werner y, en 1967, es la heroína Bathsheba Everdene en el film Lejos del mundanal ruido nuevamente a las órdenes de John Schlesinger.
En 1967, Time dijo de la actriz, plenamente de moda en esos momentos: "Lo que viste Julie Christie tiene más impacto real en la moda que toda la ropa de las diez mujeres mejor vestidas juntas".

### Su etapa norteamericana
En 1968, se trasladaría a Los Ángeles ("Me fui allí porque tenía muchos novios americanos"). Aun así, seguiría parrticipando en proyectos británicos como Petulia de Richard Lester (1968), junto a George C. Scott o en el drama romántico de Joseph Losey El mensajero (The Go-Between) de 1971, donde comparte créditos con Alan Bates. Este film ganó la Palma de Oro en el Festival de Cannes. En una producción ya 100% estadounidense, Christie consiguió su segunda nominación a los Óscar al encarnar a una meretriz en el western de Robert Altman Los vividores (McCabe & Mrs. Miller) (1971). Este film es la primera de las tres colaboraciones entre Christie y Warren Beatty, con el que inició una intermitente relación amorosa que duró entre 1967 y 1974. Beatty describe a Christie como "la persona más hermosa y al mismo tiempo más nerviosa que he conocido". Después de que acabara su relación, trabajaron juntos en las comedias Shampoo (1975) y El cielo puede esperar (Heaven Can Wait) (1978).
Su otra película destacada durante la década de los 70 fue Amenaza en la sombra (Don't Look Now), de Nicolas Roeg (1973), basada en la historia de Daphne du Maurier, en la que comparte cartel con Donald Sutherland. Don't Look Now recibió una ola de buenas críticas con lo que Christie fue nominada a los BAFTA a la mejor actriz, y en 2017 una lista de 150 actores, directores, guionistas, productores y críticos para Time Out la incluyen en la lista de las mejores películas británicas de la historia. En 1977, protagonizó la película de ciencia ficción Engendro mecánico (Demon Seed), basada en la novela de Dean Koontz y dirigida por Donald Cammell.

### Vuelta a Reino Unido
Christie volvió al Reino Unido en 1977, viviendo en una granja en Gales. En 1979, formó parte del jurado del Festival de Cine de Berlín. 
Nunca fue una actriz muy prolífica, ni siquiera en el apogeo de su carrera. Es por ello que Christie rechazó muchos papeles cinematográficos de alto perfil como Ana de los mil días, Danzad, danzad, malditos, Nicolás y Alejandra, y Rojos, todas ellas con nominaciones a los Oscar para las actrices que finalmente las interpretaron. Por contra, en los 80, Christie apareció en películas no tan importantes como Retorno de un soldado (1982) y Oriente y Occidente (Heat and Dust) (1983). Comparticó protagonismo junto a Ricarhd Gere y Gene Hackman en Power (1986) de Sidney Lumet, pero aparte de eso, evitaba las películas de gran presupuesto. Volvió a la televisión para protagonizar el telefilm Dadah Is Death (1988), basada en los hechos reales sobre la ejecución de Kevin John Barlow y Brian Geoffrey Shergold en Malasia. Christie interpreta a la madre de Barlow, que lucha deseperadamente para indultar a su hijo.

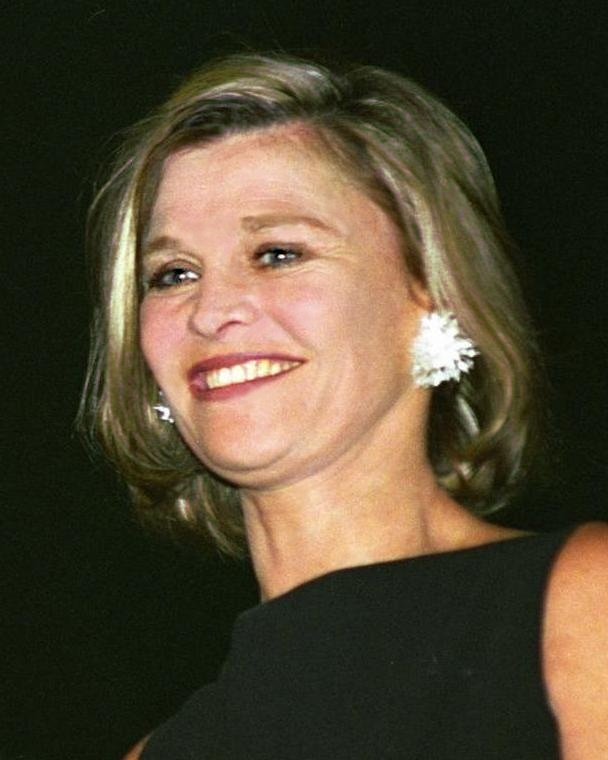
Christie en 1997

En los 90, la presencia de Christie en las pantallas ya era solo puntual. Después de una larga ausencia, Christie volvió en el film de fantasía Dragonheart (1996), y apareció en la adaptación de Hamlet de Kenneth Branagh en el papel de Gertrude (también en 1996). Su siguiente proyecto sería un éxito de crítica al encarnar a la mujer infeliz en Afterglow (1997) dirigida por Alan Rudolph junto a Nick Nolte, Jonny Lee Miller y Lara Flynn Boyle. Por esta interpretación, Christie recibió su tercera nominación al Óscar.

### Últimos años
Christie hizo un breve cameo en la tercera entrega de la serie de películas de Harry Potter, Harry Potter y el prisionero de Azkaban (Harry Potter and the Prisoner of Azkaban) (2004), haciendo el papel de Madam Rosmerta. Casi al mismo tiempo, apareció en dos proyectos más: Troy de Wolfgang Petersen y Descubriendo Nunca Jamás (Finding Neverland) de Marc Forster (ambas de 2004), haciendo de la madre de Brad Pitt y Kate Winslet, respectivamente. Esta última actuación le valió una nueva nominación a los Premios BAFTA a la mejor actriz de reparto.

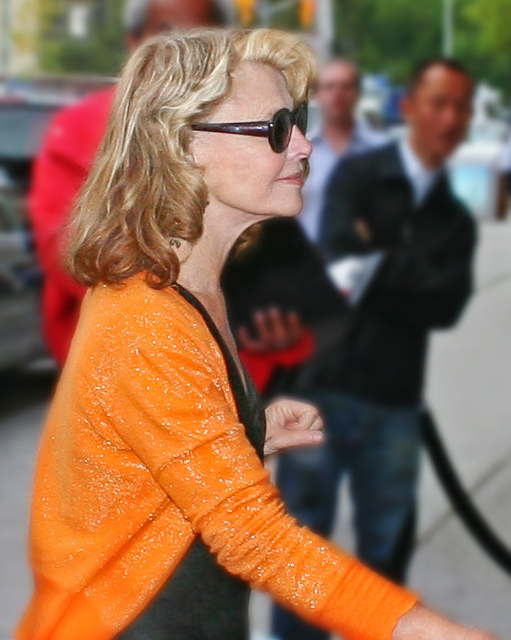
Julie Christie en 2006 en el Festival Internacional de Cine de Toronto

Christie volvió a brillar por su interpretación en Lejos de ella (Away from Her) (2006) de Sarah Polley, un film sobre una pareja en la que ella está enferma de Alzheimer. Según Christie, aceptó este papel tan solo por ser amigo de Polley. Polley dijo que a Christie le gustó el guion pero inicialmente lo rechazó porque era ambivalente sobre la actuación. Pasaron varios meses de persuasión por parte de Polley antes de que Christie finalmente lo aceptara. En todo caso, este papel le volvió a suponer numerosos premios (entre ellos el Globo de Oro a la mejor actriz y el National Board of Review) y sendas nominaciones a los Óscar y a los BAFTA. En la ceremonia de la Academia, apareció en la ceremonia con un pin que pedía el cierre de la prisión en Guantánamo.
Christie fue la voz de narración de Uncontacted Tribes (2008), un cortometraje para la ONG británica Survival International, 
con imágenes nunca antes vistas de pueblos remotos y en peligro de extinción. Fue colaboradora de la ONG y en febrero de 2008, fue nombrada como su primera embajadora. También apareció en una de las historias de New York, I Love You (2008), escrita por Anthony Minghella, dirigida por Shekhar Kapur y coprotagonizada por Shia LaBeouf, y en Glorious 39 (2009), sobre una familia británica en los inicios de la Segunda Guerra Mundial.
Christie interpretó a una sexy y bohemia abuela en la versión que hizo la directora Catherine Hardwicke de Caperucita Roja (¿A quién tienes miedo?) (Red Riding Hood) (2011). Su última aparición en pantalla fue el thriller político Pacto de silencio (The Company You Keep) (2012), donde compartía pantalla con Robert Redford y Sam Elliott.

## Vida privada
A principios de los 60, Christie estuvo saliendo con Terence Stamp. También tuvo una relación muy publicitada con Don Bessant, un litógrafo y director de arte, desde diciembre de 1962 a mayo de 1967. De todas maneras, su relación más sonada fue su romance con el actor Warren Beatty durante siete años (1967–1974). También salió con el músico Brian Eno, el productor discográfico Lou Adler, el director Jim McBride y el fotógrafo Terry O'Neill.
A pesar de sus numerosos romances, Christie nunca se casó hasta 2005, año en el que contrajo matrimonio con su pareja desde 1979, el periodista del diario The Guardian Duncan Campbell. Christie lo llamó "tonterías" ante el interés de los medios y agregó: "Estoy casada desde hace algunos años. No crean lo que leen en los periódicos". Residieron entre España, en una propiedad que tienen en la localidad de Adsubia –a unos 11 km del mar Mediterráneo, en la comarca de La Marina Alta (Alicante)–, el East End londinense, y sobre todo en su granja de Montgomery, Gales. Él falleció el 16 de mayo de 2025 a los 80 años de edad en Londres.
Es una activista por diferentes causas como derechos de los animales, protección del medioambiente y movimientos antinucleares. Es patrona de la Campaña de Solidaridad por Palestina, del Reprieve, y la CFS/ME y Action for ME.

## Filmografía

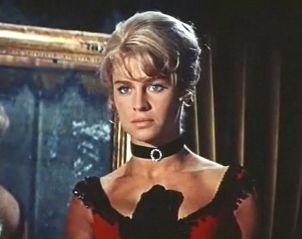

| Año  | Título en español                               | Título original                                 | Director                           | Rol                                 |
| ---- | ----------------------------------------------- | ----------------------------------------------- | ---------------------------------- | ----------------------------------- |
| 1962 | Ladrones anónimos                               | Crooks Anonymous                                | Ken Annakin                        | Babette LaVern                      |
| 1962 | Al volante y a lo loco                          | The Fast Lady                                   | Ken Annakin                        |                                     |
| 1963 | Billy, el embustero                             | Billy Liar                                      | John Schlesinger                   | Liz                                 |
| 1965 | Darling                                         | Darling                                         | John Schlesinger                   | Diana Scott                         |
| 1965 | Doctor Zhivago                                  | Doctor Zhivago                                  | David Lean                         | Lara Antípova                       |
| 1965 | El soñador rebelde                              | Young Cassidy                                   | Jack Cardiff                       | Daisy Battles                       |
| 1966 | Fahrenheit 451                                  | Fahrenheit 451                                  | François Truffaut                  | Clarisse / Linda Montag             |
| 1967 | Tonite Let's All Make Love in London            | Tonite Let's All Make Love in London            | Peter Whitehead                    | Ella misma                          |
| 1967 | Lejos del mundanal ruido                        | Far From the Madding Crowd                      | John Schlesinger                   | Bathsheba Everdene                  |
| 1968 | Petulia                                         | Petulia                                         | Richard Lester                     | Petulia Danner                      |
| 1969 | Buscando a Gregory                              | In Search of Gregory                            | Peter Wood                         | Catherine Morelli                   |
| 1971 | El mensajero                                    | The Go-Between                                  | Joseph Losey                       | Marian Maudsley                     |
| 1971 | Los vividores                                   | McCabe & Mrs. Miller                            | Robert Altman                      | Constance Miller                    |
| 1973 | Don't Look Now                                  | Don't Look Now                                  | Nicolas Roeg                       | Laura Baxter                        |
| 1975 | Shampoo                                         | Shampoo                                         | Hal Ashby                          | Jackie Shawn                        |
| 1975 | Nashville                                       | Nashville                                       | Robert Altman                      | Ella misma                          |
| 1977 | Engendro mecánico                               | Demon Seed                                      | Donald Cammell                     | Susan Harris                        |
| 1978 | El cielo puede esperar                          | Heaven Can Wait                                 | Warren Beatty y Buck Henry         | Betty Logan                         |
| 1981 | Memorias de una superviviente                   | Memoirs of a Survivor                           | David Gladwell                     | "D"                                 |
| 1981 | The Animals Film                                | The Animals Film                                | Myriam Alaux y Victor Schonfeld    | Narradora                           |
| 1982 | El retorno del soldado                          | The Return of the Soldier                       | Alan Bridges                       | Kitty Baldry                        |
| 1982 | Les Quarantièmes rugissants                     | Les Quarantièmes rugissants                     | Christian de Chalonge              | Catherine Dantec                    |
| 1983 | Mesas separadas (serie de TV)                   | Separate Tables                                 | John Schlesinger                   | Sra. Shankland / Srta. Railton-Bell |
| 1983 | The Gold Diggers                                | The Gold Diggers                                | Sally Potter                       | Ruby                                |
| 1983 | Calor y polvo                                   | Heat and Dust                                   | James Ivory                        | Anne                                |
| 1986 | Power                                           | Power                                           | Sidney Lumet                       | Ellen Freeman                       |
| 1986 | Champán amargo                                  | Champagne amer                                  | Ridha Behi y Henri Vart            | Betty Rivière                       |
| 1986 | Miss Mary                                       | Miss Mary                                       | María Luisa Bemberg                | Mary Mulligan                       |
| 1988 | Dadah Is Death                                  | Dadah Is Death                                  | Jerry London                       | Barbara Barlow                      |
| 1990 | Tiempo de ira                                   | Fools of Fortune                                | Pat O'Connor                       | Sra. Quinton                        |
| 1992 | The Railway Station Man                         | The Railway Station Man                         | Michael Whyte                      | Helen Cuffe                         |
| 1996 | Dragonheart                                     | Dragonheart                                     | Rob Cohen                          | Reina Aislinn                       |
| 1996 | Hamlet                                          | Hamlet                                          | Kenneth Branagh                    | Gertrude                            |
| 1997 | Afterglow                                       | Afterglow                                       | Alan Rudolph                       | Phyllis Mann                        |
| 2000 | El hombre que hacía milagros                    | The Miracle Maker                               | Derek W. Hayes y Stanislav Sokolov | Rachel (Voz)                        |
| 2001 | No Such Thing                                   | No Such Thing                                   | Hal Hartley                        | Dra. Anna                           |
| 2001 | La máscara del faraón                           | Belphégor, Le fantôme du Louvre                 | Jean-Paul Salomé                   | Glenda Spender                      |
| 2002 | 5 hombres para Lucy                             | I'm with Lucy                                   | Jon Sherman                        | Dori                                |
| 2002 | Snapshots                                       | Snapshots                                       | Rudolf van den Berg                | Narma                               |
| 2004 | Harry Potter y el prisionero de Azkaban         | Harry Potter and the Prisoner of Azkaban        | Alfonso Cuarón                     | Madame Rosmerta                     |
| 2004 | Troya                                           | Troy                                            | Wolfgang Petersen                  | Tetis                               |
| 2004 | Descubriendo Nunca Jamás                        | Finding Neverland                               | Marc Forster                       | Sra. Emma du Maurie                 |
| 2005 | La vida secreta de las palabras                 | La vida secreta de las palabras                 | Isabel Coixet                      | Inge                                |
| 2005 | Cycle of Peace                                  | Cycle of Peace                                  | Maria Argueta                      | Narradora                           |
| 2005 | Garbo (Documental)                              | Garbo (Documental)                              | Kevin Brownlow y Christopher Bird  | Narradora                           |
| 2006 | Lejos de ella                                   | Away from her                                   | Sarah Polley                       | Fiona Anderson                      |
| 2009 | New York, I Love You (Segmento "Shekhar Kapur") | New York, I Love You (Segmento "Shekhar Kapur") | Shekhar Kapur                      | Isabelle                            |
| 2011 | Caperucita Roja (¿A quién tienes miedo?)        | Red Riding Hood                                 | Catherine Hardwicke                | Abuela de Caperucita Roja           |
| 2011 | Glorious 39                                     | Glorious 39                                     | Stephen Poliakoff                  | Tía Elizabeth                       |
| 2012 | Pacto de silencio                               | The Company You Keep                            | Robert Redford                     | Mimi Lurie                          |
| 2018 | La librería                                     | La librería                                     | Isabel Coixet                      | Voz                                 |

## Premios y distinciones
Premios Óscar
| Año  | Categoría    | Película      | Resultado |
| ---- | ------------ | ------------- | --------- |
| 1966 | Mejor Actriz | Darling       | Ganadora  |
| 1972 | Mejor Actriz | Los vividores | Nominada  |
| 1998 | Mejor Actriz | Afterglow     | Candidata |
| 2008 | Mejor Actriz | Lejos de ella | Candidata |

Globos de Oro
| Año  | Categoría                        | Película      | Resultado |
| ---- | -------------------------------- | ------------- | --------- |
| 2007 | Mejor Actriz - Drama             | Lejos de ella | Ganadora  |
| 1975 | Mejor Actriz - Comedia o musical | Shampoo       | Candidata |
| 1965 | Mejor Actriz - Drama             | Darling       | Candidata |

Premios BAFTA
| Año  | Categoría               | Película           | Resultado |
| ---- | ----------------------- | ------------------ | --------- |
| 2007 | Mejor Actriz            | Lejos de ella      | Nominada  |
| 2004 | Mejor Actriz de Reparto | Finding Neverland  | Nominada  |
| 1997 | BAFTA Honorífico        | BAFTA Honorífico   | Ganadora  |
| 1974 | Mejor Actriz            | Don't Look Now     | Nominada  |
| 1972 | Mejor Actriz            | El mensajero       | Nominada  |
| 1967 | Mejor Actriz            | Fahrenheit 451     | Nominada  |
| 1967 | Mejor Actriz            | Doctor Zhivago     | Nominada  |
| 1965 | Mejor Actriz            | Darling            | Ganadora  |
| 1964 | Mejor Actriz            | Billy el Embustero | Nominada  |

Premios del Sindicato de Actores
| Año  | Categoría     | Película          | Resultado |
| ---- | ------------- | ----------------- | --------- |
| 2007 | Mejor Actriz  | Lejos de ella     | Ganadora  |
| 2004 | Mejor Reparto | Finding Neverland | Nominada  |

Premios Satellite
| Año  | Categoría            | Película      | Resultado |
| ---- | -------------------- | ------------- | --------- |
| 2007 | Mejor Actriz - Drama | Lejos de ella | Nominada  |

Premios Genie
| Año  | Categoría    | Película      | Resultado |
| ---- | ------------ | ------------- | --------- |
| 2007 | Mejor actriz | Lejos de ella | Ganadora  |

National Board of Review
| Año  | Categoría    | Película       | Resultado |
| ---- | ------------ | -------------- | --------- |
| 2007 | Mejor Actriz | Lejos de ella  | Ganadora  |
| 1965 | Mejor Actriz | Darling        | Ganadora  |
| 1965 | Mejor Actriz | Doctor Zhivago | Ganadora  |

Círculo de Críticos de Nueva York
| Año  | Categoría    | Película      | Resultado |
| ---- | ------------ | ------------- | --------- |
| 2007 | Mejor Actriz | Lejos de ella | Ganadora  |
| 1997 | Mejor Actriz | Afterglow     | Ganadora  |
| 1965 | Mejor Actriz | Darling       | Ganadora  |

Asociación Nacional de Críticos
| Año  | Categoría    | Película      | Resultado |
| ---- | ------------ | ------------- | --------- |
| 2007 | Mejor Actriz | Lejos de ella | Ganadora  |
| 1997 | Mejor Actriz | Afterglow     | Ganadora  |

Independent Spirit Awards
| Año  | Categoría    | Película  | Resultado |
| ---- | ------------ | --------- | --------- |
| 1997 | Mejor actriz | Afterglow | Ganadora  |

Festival Internacional de Cine de San Sebastián
| Año  | Categoría                         | Película  | Resultado |
| ---- | --------------------------------- | --------- | --------- |
| 1997 | Concha de Plata a la mejor Actriz | Afterglow | Ganadora  |